# Національний парк Онезьке помор'я
Національний парк «Онезьке помор'я» (рос. Национальный парк «Онежское Поморье») — природоохоронна територія на заході  Росії в Архангельській області.
Національний парк «Онезьке Помор'я» утворено відповідно до Постанови Уряду Російської Федерації від 26 лютого 2013 року.

## Географія
Національний парк «Онезьке Помор'я» займає площу 201668 га (включаючи землі лісового фонду площею 180668 гектарів і землі водного фонду площею 21000 гектарів (без вилучення їх з господарської експлуатації) в акваторії Білого моря).
Парк знаходиться в Архангельській області, на Онезькому півострові, оточений Онезькою і Двінською затоками Білого моря, створений для збереження незайманих масивів північної тайги і збереження традиційного способу життя корінних жителів Біломор'я.
Відсутність доріг (тільки повітряне сполучення цілий рік і водне — влітку), відсутність централізованого електропостачання, непрохідні болота в центрі півострова зберегли деякий «первісний» стан дикої природи Онезького півострова.
Майже 50 % Онезького півострова займають болота, що дають початок численним річкам і струмкам (всього їх налічують 95). За повноводностю і площею басейну найбільшою на півострові є річка Золотіца з притоками. Завдяки своїй чистоті річки і озера є ідеальними нерестилищами для численних прісноводних, прохідних і напівпрохідних риб. У деяких струмках на території парку виявлено рідкісний прісноводний молюск — скойка європейська, що була колись гордістю Російської Півночі.

## Рослинний покрив
Особливості рослинності національного парку обумовлені його положенням на Онезькому півострові в північній частині європейської Росії, морським оточенням і геолого-геоморфологічною будовою території. Все це визначає на півострові поєднання зональних, інтразональних і навіть азональних рослинних угруповань.

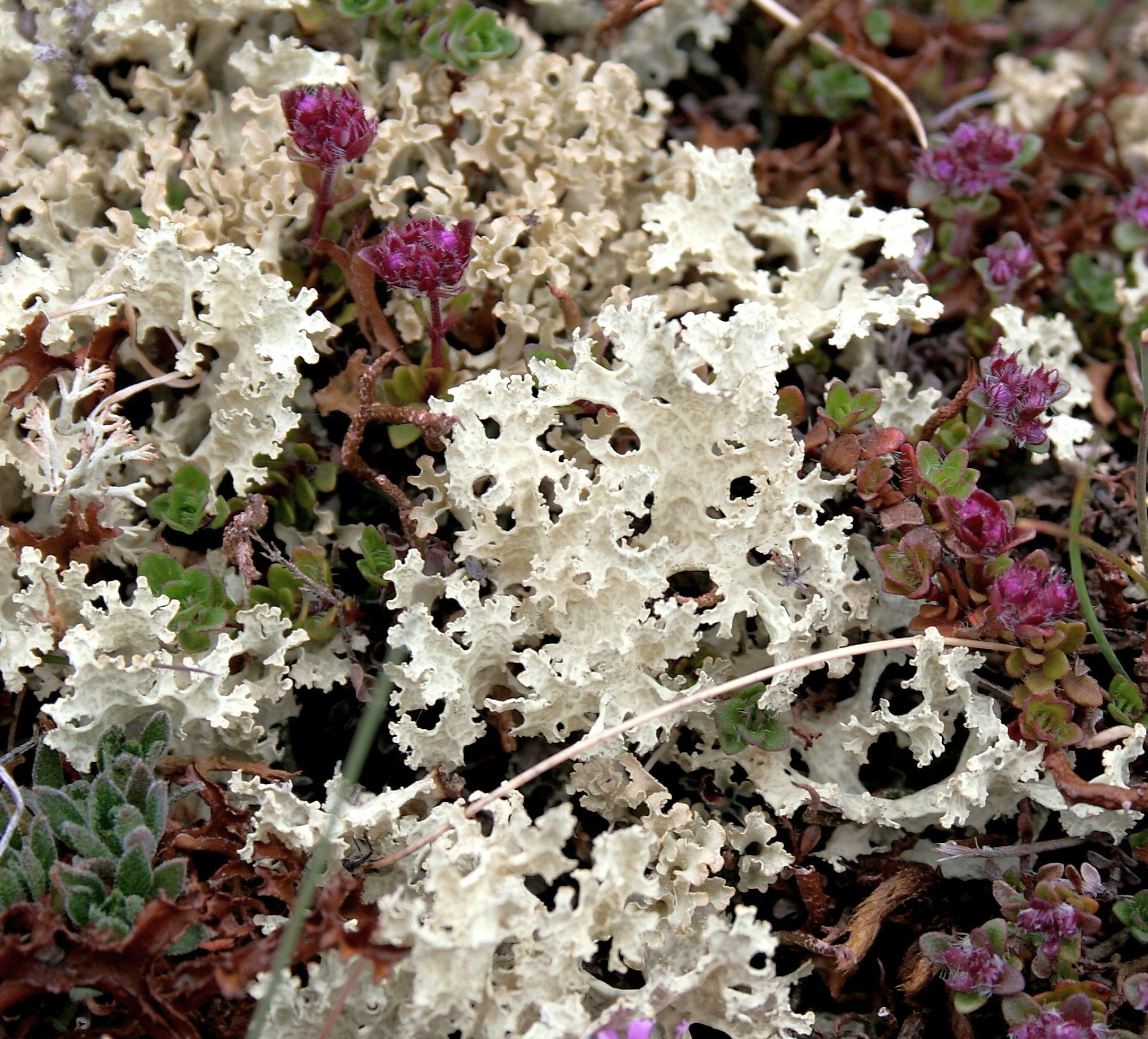
Ісландський мох

На Онезькому півострові знаходиться єдиний в Європі великий масив корінних тайгових лісів, що виходять на морське узбережжя. На півострові виявлено понад 500 видів судинних рослин, 159 видів водоростей, високий ступінь видового багатства мохів, велика різноманітність грибів, в тому числі лишайників. Реліктові види рослин: тонконіг альпійський, лисохвіст тростиноподібний, тофільдія крихітна, яструбинка латукоподібна тощо. Серед рідкісних рослин відзначені: пальцекорінник Траунштейнера, зозулині черевички справжні, родіола рожева тощо.
У межах національного парку зростає кілька типів рослинних формацій: північнотайгові смерекові ліси, північнотайгові соснові ліси, середньотайгові ліси, рослинність суходільних луків, прибережно-водна рослинність. У районі села Лямцев ростуть рідкісні для національного парку ділянки модринових лісів.
Прибережна водна рослинність дуже різноманітна і представлена, в основному, моновидовими рослинними співтовариствами нижчих і вищих рослин.
Рослини, що зустрічаються в значній кількості: ісландський мох (цетрария ісландська), брусниця, вороника, чорниця, морошка, багно, пижмо, іван-чай, деревій, подорожник великий і подорожник середній, хвощ польовий, шипшина голчаста і шипшина коричнева, щавель кінський, місцями кропива, цибуля-скорода, гірчак зміїний, чемериця Лобеля, чорна смородина, ялівець — єдиний на Російській Півночі представник родини кипарисових, таволга, верес, родіола рожева, чебрець.

## Тваринний світ
Білуха або білий кит — звичайний вид Білого моря, спостереження і вивчення якого проводиться на наукових стаціонарах на території парку. В кінці лютого — початку березня на льодах Білого моря щеняться гренландскі тюлені. Прибережні ділянки парку — місця постійного проживання кільчастої нерпи і морського зайця.

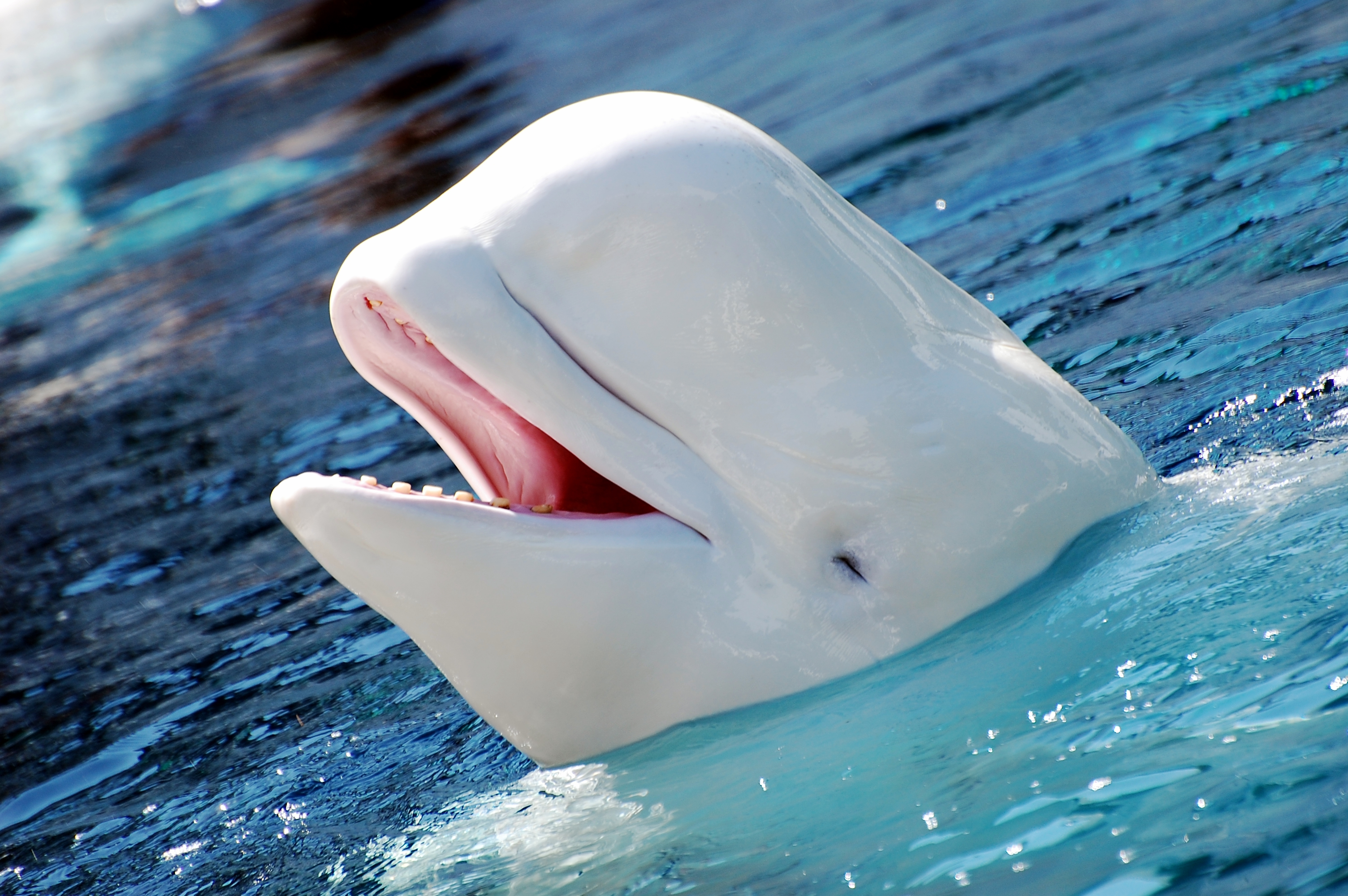
Білуха- основний об'єкт спостережень та охорони у національному парку

Територією парку проходить Біломоро-Балтійський пролітний шлях птахів. Сотні тисяч гусей, качок, куликів навесні йдуть на місця гніздування через Онезький півострів, а восени — назад, на місця зимівлі. У парку є реальна можливість побачити сотенні зграї мігруючих птахів.
У національний парк включена ключова орнітологічна територія (Котре) — акваторія Унської губи Білого моря, яка відповідає критеріям виявлення водно-болотних угідь міжнародного значення і включена в список ключових орнітологічних територій РФ.
Бурі ведмеді, лосі, вовки, лисиці — звичайні мешканці парку, сліди їхнього перебування повсюдні, а в деякі сезони легко побачити і самих звірів. На території парку зустрічаються рись і росомаха. У прибережній зоні національного парку звичайні кільчасті нерпи.
Найбільші озера національного парку — Муранське, Велике Вигозеро, Кам'яне, Слобідське, Ленозеро і ін. Вони є місцями проживання таких риб, як сиг, пелядь, ряпушка, минь, окунь, щука, плітка, в'язь.

## Культурні пам'ятки
Незважаючи на віддаленість, Онезький півострів і узбережжя Білого моря здавна привертали людей. На жаль, ця територія мало досліджена, однак тут вже знайдено понад 20 археологічних стоянок і інших стародавніх об'єктів. Серед них: стоянки раннього неоліту (V тис. До н. Е.) І енеоліту (рубіж III—II тис. До н. е.); об'єкти біломорською культури епохи пізньої бронзи (рубіж II—I тис. до н. е.) і пізньої залізної доби. На Онезькому півострові є сліди древніх культур 8 тис. років до н. е. У 2013 році виявлена стародавня обсерваторія.
До моменту московського періоду освоєння півострова на Білому морі жили новгородці. Населення прилеглих до території парку сіл називає себе поморами. Вони змогли створити свої традиції неруйнівного природокористування, що відбилися і в їхньому способі життя і в їх культурі. На території парку є виразні зразки збережений поморських хат, фрагменти об'єктів традиційного поморського побуту (XVI—XVIII ст.), сліди поселень часів Соловецького табору особливого призначення (СЛОНа), залишки агарного і цегельного заводів.
На території поруч з парком, є об'єкти культурної-історичної спадщини — маяки Орловський і Чесменський, Микільська річкова шатрова церква в селі Пурнема, фрагменти Пертомінського Преображенсько-Крестіморовского монастиря, Климентівської церкви, каплиці святих Іоанна і Лонгіна поблизу Яреньги.
Стародавня земля поки приховує свою багату історико-культурну спадщину. А те, що знайдено — мало вивчено, тут рідко ступала нога дослідника. Створений в 2013 році національний парк «Онезьке Помор'я» ставить перед собою завдання ретельного обстеження і вивчення цієї території.